# Herrera de Valdecañas
Herrera de Valdecañas est une commune espagnole de la province de Palencia, dans la communauté autonome de Castille-et-León.